# Pedro Reyes
Pedro Reyes, född 13 november 1972 i Antofagasta, är en chilensk före detta professionell fotbollsspelare som avslutade spelarkarriären 2008 i Deportes Antofagasta. Mellan 1994 och 2001 spelade Reyes 55 matcher för Chiles landslag.